# ジョスリン・アングロマ
ジョスリン・アングロマ（Jocelyn Angloma, 1965年8月7日 - ）は、フランス海外県グアドループ・レザビーム出身でフランス代表、またはグアドループ代表の元サッカー選手。現役時代のポジションはDF（右サイドバック）。現在はグアドループ代表の監督を務めている。

## 経歴
フランスの海外県グアドループで生まれ育った彼は地元のチーム、エトワール・モルヌ・ア・ローのユースチームでサッカーを始めた。フランスリーグのスタッド・レンヌでリーグ1デビュー、2シーズンで公式戦48試合に出場した。1987年にLOSCリールに移籍し、3シーズンを103試合に出場し、13得点を記録した。1990-91シーズンはパリ・サンジェルマンでプレーした。オリンピック・マルセイユのタピ会長が強く獲得を望み、1991-92シーズンにマルセイユに加入した。このシーズンにリーグ制覇。翌1992-93シーズン、バジール・ボリ、マルセル・デサイーと強固なDF陣を形成し、ACミランを破ってUEFAチャンピオンズリーグを制した。クラブが八百長による制裁で2部降格となると、1994-95シーズン、トリノに移籍した。アベディ・ペレと再びチームメートとなった。ネド・ソネッティ監督が就任して以降は、監督の戦術にはまり、良い活躍を見せた。このシーズンの1月25日、トリノダービーのユヴェントス戦では決勝ゴールを決めた。しかし翌シーズン、チームは年間16位となり、セリエB降格となった。これにより1996-97シーズン、インテルナツィオナーレ・ミラノへと移籍、UEFAカップでは決勝に進出したが、PK戦で敗れた。このシーズン、レギュラーとして年間46試合の公式戦に出場した。
1997-98シーズン、バレンシアに加入し、そのシーズンはコパ・デルレイで優勝を果たした。1998-99シーズンはスーペルコパ・デ・エスパーニャを制した。1999-2000シーズン、UEFAチャンピオンズリーグ決勝に進出したが、決勝でレアル・マドリードに敗れ、2000-01シーズン、チャンピオンズリーグ決勝では、FCバイエルン・ミュンヘンに延長PKで敗れた。2001-02シーズン、出場機会は殆ど無かったが、リーグ優勝を果たし、現役を引退した。
2006年にユース時代を過ごしたエトワール・モルヌ・ア・ローで復帰、その初シーズンを優勝で飾っている。
1990年10月13日、ユーロ予選のチェコ・スロバキア戦でフランス代表としてデビュー。1992年、1996年度の欧州選手権にも出場した。通算37試合に出場した。
2006年からはグアドループ代表としてもプレー（グアドループはFIFA未加盟のため、2カ国以上の代表としてプレーできないという規則が適用されないため）。翌年開催されたCONCACAFゴールドカップでは格上のカナダ、ホンジュラスを破り、ベスト4進出を果たした。

## タイトル
- UEFA欧州選手権1992 ベストイレブン